# Johanneskirche (Radenthein)

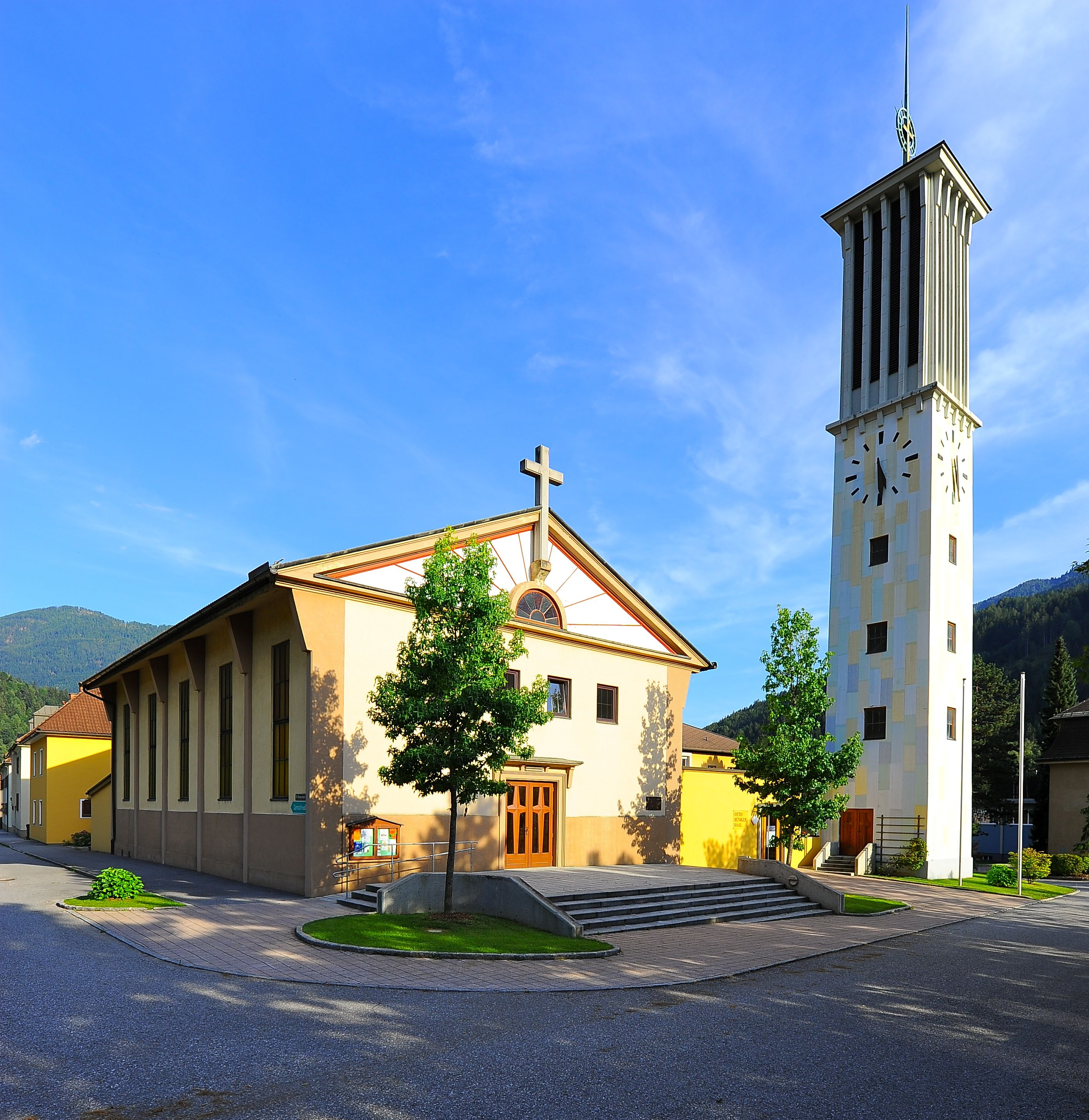
Johanneskirche Radenthein

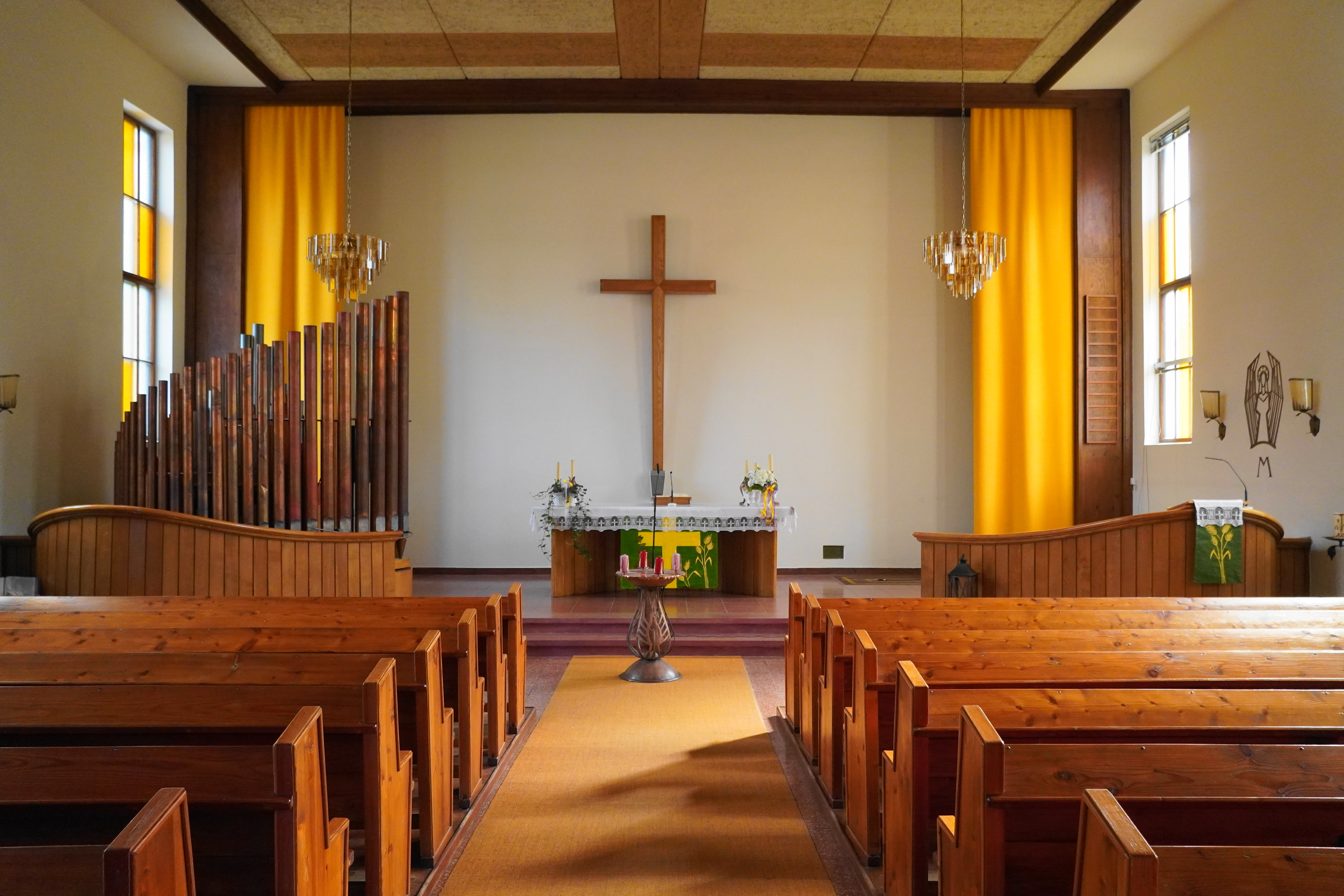
Innenansicht mit dem Altar und der Orgel (links)

Die Johanneskirche  ist die evangelische Pfarrkirche von Radenthein im Bezirk Spittal an der Drau im österreichischen Bundesland Kärnten. Sie gehört der Evangelischen Superintendentur A. B. Kärnten und Osttirol an. Das Gebäude steht unter Denkmalschutz (Listeneintrag).

## Geschichte
Aufgrund der durch den Magnesitabbau geförderten wirtschaftlichen Entwicklung von Radenthein und dem damit verbundenen Zuzug von Arbeitern und Angestellten kam es im Verlauf des 20. Jahrhunderts zu einem Anstieg des protestantischen Bevölkerungsanteils und 1954, nach Errichtung eines eigenen Kirchenbaus, zur Gründung einer selbständigen Pfarre. Die Grundsteinlegung der Kirche erfolgte am 4. Oktober 1953, die Einweihung fand ein Jahr später am 3. Oktober 1954 statt. Finanzielle Unterstützung erfuhr das Kirchenbauprojekt vom Lutherischen Weltbund, dem Gustav-Adolf-Verein sowie der Marktgemeinde Radenthein. Witterungsschäden am Kirchturm machten ab 1994 umfangreiche Wiederherstellungsarbeiten notwendig, in deren Folge 1997 ein Anbau errichtet und der Turmbau stärker eingebunden wurde.

## Architektur
Die 1953/54 erbaute Kirche ist ein als Stahlbeton-Skelettbau ausgeführter rechteckiger Saalbau mit seitlich stehendem Glockenturm. Trotz der modernen Bautechnik schließt sich das Erscheinungsbild mit seinem großen Dreiecksgiebel mit dem bekrönenden Kreuzzeichen und dem inserierten Halbkreisfenster sowie dem klassisch profilierten Portalrahmen deutlich den Vorstellungen des Klassizismus an, wobei offensichtlich der römisch-katholischen Nikolauskirche von Radenthein aus der Zeit um 1700 in ihrer einfachen Formgebung eine Vorbildwirkung zukam. Der ursprünglich campanileartig freistehende Glockenturm ist in seinen unteren Geschoßebenen geschlossen, um erst im Bereich der Glockenstube in neoklassizistischer Gestaltungsweise zu einer offenen Pfeilerstruktur mit vorkragendem Horizontalabschluss überzugehen.
Die Kirche besitzt im Innern seitlich des Altarraums eine Orgel der Firma Rieger Orgelbau.